# Élie Yéghiayan
Élie Yéghiayan, né le 29 mai 1950 à Alep, est un prélat catholique syrien, membre de l'Église catholique arménienne. Depuis juin 2018, il est l’éparque de l'éparchie Sainte-Croix-de-Paris des Arméniens.

## Biographie
Après des études au séminaire arménien catholique de l'Institut du Clergé Patriarcal de Bzommar, puis des études supérieures en philosophie et en théologie à l'Université pontificale grégorienne, Élie Yéghiayan est ordonné prêtre le 24 mars 1974 à Bzommar.
De 1974 à 1978, il est nommé vice-recteur du petit Séminaire de Bzommar, au Liban. À cette date, il devient curé de la paroisse catholique arménienne de l'Annonciation à Beyrouth, et ce jusqu'en 1980. Il est ensuite nommé directeur du Collège Saint-Mesrop de Bourj Hammoud, où il reste jusqu'en 1992. Cette année, il devient curé de la paroisse catholique arménienne de la Sainte-Croix et directeur du collège homonyme, à Zalqa. Dans le même temps, il devient membre du tribunal ecclésiastique, des commissions liturgiques et de l'enseignement catéchétique à l'éparchie de Beyrouth des Arméniens.
De 1997 à 2001, il est recteur du collège pontifical arménien de Rome. Il devient ensuite vice-supérieur et membre du conseil directif de l'Institut du Clergé Patriarcal de Bzommar, et ce jusqu’en 2007, date à laquelle il devient curé de la paroisse catholique arménienne Saint-Grégoire-Saint-Élie. En 2016, il est à nouveau nommé curé de la paroisse de la Sainte-Croix de Zalqa et directeur de son collège. 
Il est par ailleurs professeur de catéchèse dans les collèges catholiques arméniens de Beyrouth de 1978 à 2018, et aumônier des Sœurs Arméniennes Catholiques de l'Immaculée Conception depuis 2001 jusqu'à cette même date.
Le 23 juin 2018, le pape François le nomme éparque de la Sainte-Croix-de-Paris des Arméniens, en France. Il est consacré évêque le 12 août au couvent Notre-Dame de Bzommar, à l’occasion de la solennité de l'Assomption selon le calendrier liturgique arménien.